# Fenilpiperazine
Le fenilpiperazine sono una nuova classe di antipsicotici atipici di terza generazione. Esempi di fenilpiperazine sono l'aripiprazolo, il brexpiprazolo e la cariprazina.